# Angiotensina IV

## Estrutura
A Angiotensina IV, ou Angiotensina 3-8, é um peptídeo, componente do sistema renina angiotensina aldosterona, composta por seis aminoácidos (hexapeptídeo).
A angiotensina IV (Ang IV) é proveniente de uma cascata peptidérgica, conhecida como Sistema Renina-Angiotensina.
Este sistema se dá a partir da enzima renina, que age sobre o substrato angiotensinogênio, formando a angiotensina I, que, quando clivada pela ação da enzima conversora dipetidil-carboxipeptidase, transforma-se em angiotensina II. No sistema renina-angiotensina sistêmico, a renina é produzida pelas células justaglomerulares do rim, agindo sobre o substrato angiotensinogênio circulante. A participação do sistema renina-angiotensina no controle da pressão arterial, tanto a curto como em longo prazo, apresenta um papel de grande importância.
A angiotensina II (Ang II) possui receptores específicos de membrana distribuídos pelo organismo, que medeiam seu efeito e podem ser diferenciados de acordo com sua inibição específica por diferentes antagonistas (Timmermans et al., 1993). Dois desses receptores são o AT1 e o AT2, sendo o primeiro acoplado a vários sinais de transdução, via proteína G, podendo esta ser estimulatória (Gs), inibitória (Gi) ou inespecífica (Go), ativando enzimas como a adenilato ciclase e tirosina quinase, ou até mesmo, canais iônicos para cálcio do tipo L. Desta maneira, efeitos biológicos diferentes, dependendo do sistema em que se encontra, podem ser produzidos. Além dos receptores citados, foi demonstrada a existência de dois outros subtipos de receptores para Ang II: AT3 e AT4.
Classicamente, Ang II tem sido considerada o peptídeo efetor do RAS, mas não é o único peptídeo ativo. Diversos produtos de sua degradação também possuem funções biológicas, e são formados pela atividade de diversas aminopeptidases, como é o caso da angiotensina III e angiotensina IV (Ang III e Ang IV), que são geradas quando Ang II é metabolizada. Estes peptídeos são formados pela atividade das aminopeptidases glutamil (GluAP) e aminopeptidase aspartil (AspAP), que foram nomeadas como a Aminopeptidase A (APA) ou angiotensinase, que converte a angiotensina II em um heptapeptídeo (Ang 2-8), a Ang III, através da supressão de um resíduo aspartato N-terminal (Wright & Harding, 1997; Simonneaux, 1995). O resíduo arginina amino-terminal da Ang III pode ser quebrado pela aminopeptidase N (APN) para formar o fragmento hexapeptídico 3-8 da angiotensina II, com a seqüência de aminoácidos Val-Tyr-Ile-His-Pro-Phe, fragmento este que é chamado de Ang IV. Este pode ser degradado pela atividade enzimática da aminopeptidase N (APN) e dipeptidilaminopeptidase (Halbach, 2003; Wright & Harding, 1997).
A angiotensina III atua através dos receptores dos sub-tipos AT1 e AT2, da mesma forma que a Ang II, e apresenta afinidades semelhantes por ambos os receptores. Há muita discussão na literatura quanto à possibilidade de os efeitos da Ang II serem de fato mediados pela Ang III, uma vez que os receptores são comuns a ambas e que as aminopeptidases conversoras são encontradas em muitos sistemas fisiológicos. Vários experimentos têm sido realizados, em que a conversão de Ang II para Ang III é bloqueada por inibição das aminopeptidases, mostrando-se um papel da Ang III nos efeitos analisados em diferentes sistemas.
A Ang IV, que por muito tempo foi considerada como sendo biologicamente inativa, exerce ações independentes dos receptores AT1 e AT2, sendo mediadas por um receptor próprio, que é uma aminopeptidase regulada pela insulina (insulin-regulated-aminopeptidase — IRAP) (Albiston et al., 2001). O IRAP é uma proteína pertencente à família M1 das metalopeptidases, e também é conhecida como aminopeptidase leucina placentária ou ocitocinase (Chai et al., 2004). A Ang IV tem uma ação inibitória sobre a atividade catalítica desta enzima, reduzindo a metabolização de peptídeos como ocitocina, vasopressina, encefalina e outros, e também exerce profundos efeitos sobre a memória, aprendizado, comportamento e regulação do fluxo sanguíneo. Há uma interação importante entre insulina e Ang IV, uma vez que a insulina é responsável por translocar o IRAP, que se encontra em vesículas intracelulares (juntamente com o transportador de glicose, Glut4), para a membrana citoplasmática.

## Receptores
A Angiotensina IV exerce parte de suas ações por interação com o receptor AT4, ou IRAP, que é uma aminopeptidase regulada pela insulina (insulin-regulated-aminopeptidase — IRAP) (Albiston et al., 2001). O IRAP é uma proteína pertencente à família M1 das metalopeptidases, e também é conhecida como aminopeptidase leucina placentária ou ocitocinase (Chai et al., 2004).